# Flädie
Flädie is een plaats in de gemeente Lomma in het landschap Skåne en de provincie Skåne län in Zweden. De plaats heeft 230 inwoners (2005) en een oppervlakte van 21 hectare. De plaats ligt circa zeven kilometer ten westen van de stad Lund. De directe omgeving van Flädie bestaat uit landbouwgrond (vooral akkers) en de bebouwing in de plaats bestaat voornamelijk uit vrijstaande huizen. De kerk Flädie kyrka die in de plaats staat stamt uit 1888.

## Verkeer en vervoer
Bij de plaats loopt de E6/E20 en de Riksväg 16 begint er.
De plaats ligt aan een spoorweg, er is echter geen treinstation meer in de plaats.

## Geboren
- Henry Palmé (1907-1987), langeafstandsloper

Lomma · Bjärred · Flädie · Fjelie · Alnarp